# 安东宁·斯塔维亚尼亚
安东宁·斯塔维亚尼亚（捷克語：Antonín Stavjaňa，1963年2月10日—），捷克男子冰球运动员。他曾代表捷克斯洛伐克、捷克参加1988年和1994年冬季奥林匹克运动会冰球比赛，分别获得第六名和第五名。